# Liste der Gerichte des Landes Hessen
Die Liste der Gerichte des Landes Hessen dient der Aufnahme der Gerichte des Landes Hessen.
Das Land Hessen verfügt über ein Oberlandesgericht, 9 Landgerichte, 6 Präsidialamtsgerichte und 35 Amtsgerichte.
In Hessen werden Amtsgerichte, die aufgrund der Größe hinsichtlich der organisatorischen Aufgaben Landgerichten gleich stehen, auch als Präsidialamtsgerichte bezeichnet. Die Behördenleitung derartiger Amtsgerichte wird Präsident bzw. Präsidentin genannt. Das Land Hessen unterscheidet die Präsidialamtsgerichte von Amtsgerichten. Die Behördennamen der Präsidialamtsgerichte heißen dennoch Amtsgericht (z. B. Amtsgericht Darmstadt). Die sechs Präsidialamtsgerichte befinden sich in Darmstadt, Frankfurt am Main, Gießen, Kassel, Offenbach am Main und Wiesbaden.
| Gerichtsbarkeit             | Obere Landesgerichte                                                                            | Untere Landesgerichte |
| Verfassungsgerichtsbarkeit  | Staatsgerichtshof des Landes Hessen (in Wiesbaden)                                              | |
| Ordentliche Gerichtsbarkeit | Oberlandesgericht Frankfurt am Main (mit Außenstellen der Zivilsenaten in Kassel und Darmstadt) | Landgericht Darmstadt \| Amtsgerichte Bensheim \| Darmstadt \| Dieburg \| Fürth \| Groß-Gerau \| Lampertheim \| Langen \| Michelstadt \| Offenbach am Main \| Rüsselsheim \| Seligenstadt |
| Ordentliche Gerichtsbarkeit | Oberlandesgericht Frankfurt am Main (mit Außenstellen der Zivilsenaten in Kassel und Darmstadt) | Landgericht Frankfurt am Main \| Amtsgerichte Frankfurt am Main \| Amtsgericht Bad Homburg v. d. Höhe \| Königstein im Taunus                                                             |
| Ordentliche Gerichtsbarkeit | Oberlandesgericht Frankfurt am Main (mit Außenstellen der Zivilsenaten in Kassel und Darmstadt) | Landgericht Fulda \| Amtsgerichte Bad Hersfeld \| Fulda \| Hünfeld |
| Ordentliche Gerichtsbarkeit | Oberlandesgericht Frankfurt am Main (mit Außenstellen der Zivilsenaten in Kassel und Darmstadt) | Landgericht Gießen \| Amtsgerichte Alsfeld \| Büdingen \| Friedberg (Hessen) \| Gießen |
| Ordentliche Gerichtsbarkeit | Oberlandesgericht Frankfurt am Main (mit Außenstellen der Zivilsenaten in Kassel und Darmstadt) | Landgericht Hanau \| Amtsgerichte Gelnhausen \| Hanau |
| Ordentliche Gerichtsbarkeit | Oberlandesgericht Frankfurt am Main (mit Außenstellen der Zivilsenaten in Kassel und Darmstadt) | Landgericht Kassel \| Amtsgerichte Eschwege \| Fritzlar \| Kassel \| Korbach \| Melsungen                                                                                                 |
| Ordentliche Gerichtsbarkeit | Oberlandesgericht Frankfurt am Main (mit Außenstellen der Zivilsenaten in Kassel und Darmstadt) | Landgericht Limburg a. d. Lahn \| Amtsgerichte Dillenburg \| Limburg a. d. Lahn \| Weilburg \| Wetzlar                                                                                    |
| Ordentliche Gerichtsbarkeit | Oberlandesgericht Frankfurt am Main (mit Außenstellen der Zivilsenaten in Kassel und Darmstadt) | Landgericht Marburg \| Amtsgerichte Biedenkopf \| Frankenberg (Eder) \| Kirchhain \| Marburg \| Schwalmstadt                                                                              |
| Ordentliche Gerichtsbarkeit | Oberlandesgericht Frankfurt am Main (mit Außenstellen der Zivilsenaten in Kassel und Darmstadt) | Landgericht Wiesbaden \| Amtsgerichte Bad Schwalbach \| Rüdesheim am Rhein \| Idstein \| Wiesbaden                                                                                        |
| Arbeitsgerichtsbarkeit      | Hessisches Landesarbeitsgericht (in Frankfurt am Main)                                          | Arbeitsgerichte Darmstadt \| Frankfurt am Main \| Fulda \| Gießen \| Kassel \| Offenbach am Main \| Wiesbaden                                                                             |
| Finanzgerichtsbarkeit       | Hessisches Finanzgericht (in Kassel)                                                            | |
| Sozialgerichtsbarkeit       | Hessisches Landessozialgericht (in Darmstadt)                                                   | Sozialgerichte Darmstadt \| Frankfurt am Main \| Fulda \| Gießen \| Kassel \| Marburg \| Wiesbaden                                                                                        |
| Verwaltungsgerichtsbarkeit  | Hessischer Verwaltungsgerichtshof (in Kassel)                                                   | Verwaltungsgerichte Darmstadt \| Frankfurt am Main \| Gießen \| Kassel \| Wiesbaden |